# Сейнт Клеър (окръг, Мичиган)
Окръг Сейнт Клеър (на английски: St. Clair County) е окръг в щата Мичиган, Съединени американски щати. Площта му е 2168 km², а населението - 164 235 души (2000). Административен център е град Порт Хюрън.